# Caló des Llamp
Die Caló des Llamp ist eine Bucht im Osten der Baleareninsel Mallorca. Die Caló des Llamp gehört zum Gebiet der Gemeinde Santanyí.

## Lage und Beschreibung
Die felsige Caló des Llamp befindet sich in dem Ort Cala d’Or in dem Ortsteil Cala Egos im östlichen Außenbereich der Cala de sa Torre (Cala de Portopetro) und blickt auf die Landzunge der Punta de sa Torre mit dem Torre Portopetro (Turm) und dem Far de Portopetro (Leuchtfeuer).
Die Bucht hat eine Breite von etwa 25 Metern und eine Länge von etwa 90 Metern.
Rund um die Bucht liegen vor allem Privathäuser.

## Hotel
- Casa Blanca